# Magyar Képzőművészeti és Iparművészeti Társaságok Szövetsége
Magyar Képzőművészeti és Iparművészeti Társaságok Szövetsége (MKITSZ) (1082 Budapest, Leonardo u. 41. (1245 Budapest, Pf.: 1059), alapítás: 1994)

## Története
1994-ben alakult meg 14 művészeti társaság összefogásával, mint szakmai ernyőszervezet, amely a képzőművészet terén a lépcsőzetes föderatív formát hozta létre Magyarországon. Több, mint 30, zömmel kis létszámú művészeti szervezet tartozik hozzá. Az 1949-ben alakult Magyar Képzőművészek és Iparművészek Szövetsége, rövidítve MKISZ is – a megváltozott körülményekhez alkalmazkodva – működik tovább.

#### Elnökök
1994-2021 Butak András (1948-2021), grafikusművész
2021-től Lobler Ferenc, képzőművész

## Működése
A tagegyesületeknek teljes művészeti, ügykezelési és pénzügyi önállóságot biztosít, ugyanakkor ellátja érdekvédelmüket, képviseletüket, szakmailag és anyagilag támogatja működésüket, programjaikat és együttműködésüket, népszerűsíti munkásságukat. 1996 óta tagja a Koppenhága székhellyel működő European Counsil of Artists (ECA), azaz az Európai Művészek Tanácsának.

## Tagegyesületek betűrendben
- Altamira Egyesület
- Belvárosi Művészek Társasága
- FISE (Fiatal Iparművészek Stúdiója Egyesület)
- Folyamat Társaság
- KaposArt Egyesület
- Magyar Elektrográfiai Társaság (MET)
- Magyar Festők Társasága
- Magyar Grafikusművészek Szövetsége
- Magyar Illusztrátorok Társasága
- Magyar Művészkönyvalkotók Társasága
- Magyar Papírművészeti Társaság
- Magyar Szobrász Társaság
- Magyar Vízfestők Társasága
- Műhely Művészeti Egyesület (Kecskemét)
- Sympozion Társaság,
- Szinyei Merse Pál Társaság
- Sympozion Társaság
- TypoSzalon Magyar Tipográfusok Egyesülete

## Egyéb tevékenysége
Negyedévenként megjelenteti az Art fórum c. információs bulletint. Kézikönyveket ad ki, alapítója a Simsay Ildikó-díjnak.